# Jervaughn Scales
Jervaughn Scales (Nueva York, 11 de abril de 1971) es un exbaloncestista estadounidense nacionalizado argentino. Desempeñándose en la posición de ala-pívot, desarrolló una larga carrera como jugador profesional fuera de su país, especialmente en Argentina.

## Trayectoria
Scales fue reclutado en 1990 por los Southern Jaguars. Debido a su bajo rendimiento académico, tuvo que perderse su primera temporada como jugador universitario. Sin embargo en los tres años siguientes fue muy activo con el equipo, destacándose tanto en el juego ofensivo como en el defensivo. De hecho en su última temporada fue líder de rebotes de la NCAA y Jugador del Año de la Southwestern Athletic Conference.
Aunque era considerado un miembro de la élite del baloncesto universitario estadounidense, lo cierto es que ninguna franquicia de la NBA mostró interés por contratarlo. En consecuencia optó por empezar a jugar profesionalmente fuera de su país a partir de 1994.
Su primer destino fue Europa, actuando para equipos de Bélgica y Suiza. 
En 1995 fue fichado por los Canberra Cannons de la NBL de Australia, pero poco después retornó a Europa para jugar con clubes españoles. Luego giraría por Israel y Suiza, retornaría a los Canberra Cannons, y participaría de las ligas menores de su país como la USBL y la IBA.
En 2000 llegó por primera vez a la Argentina, contratado por el Regatas Corrientes para jugar en el Torneo Nacional de Ascenso. Al año siguiente volvió a jugar en el mismo campeonato, pero como refuerzo de Central Entrerriano.
Gimnasia y Esgrima de Comodoro Rivadavia lo contrató en 2002, dándole así la oportunidad de debutar en la Liga Nacional de Básquet. En ese club realizaría dos campañas muy buenas, destacándose en el rol de anotador. En 2004 dejó el equipo para disputar la DIMAYOR de Chile, como parte del Provincial Osorno, club con el que terminaría consagrándose campeón. Retornó al equipo de Comodoro Rivadavia en enero de 2005, y en la temporada siguiente pasaría a la historia de la institución al formar parte del plantel que se consagró campeón de la liga local. Apenas unos meses antes había adquirido la nacionalidad argentina.
Scales dejó Gimnasia y Esgrima de Comodoro Rivadavia en 2007 para pasar a Peñarol de Mar del Plata. Jugó luego en Independiente de Neuquén, primero en la LNB y, tras el descenso del equipo al término de la temporada 2007-08 y su previo paso por el Everton de Viña del Mar, en el TNA.
En 2010 jugó para El Nacional Monte Hermoso en el TNA, y luego se incorporó a la Asociación Española Charata.
Scales disputó sus últimas dos temporadas en la segunda división argentina con equipos patagónicos al jugar para Ceferino Alianza Viedma en la temporada 2011-12 y para Huracán de Trelew en la temporada 2012-13.
Pese a haber superado los 40 años, Scales siguió jugando a nivel profesional en la Argentina por dos años más, militando en equipos del Torneo Federal de Básquetbol, la competición correspondiente a la tercera categoría nacional.